# Венгрия на «Евровидении-2013»
Венгрия участвовала в конкурсе песни Евровидение 2013 в Мальмё, Швеция. Своего участника выбрала через национальный отборочный конкурс A Dal («песня»). Конкурс организовывает Венгерский национальный вещатель MTVA. Победителем стал певец ByeAlex с песней «Kedvesem». В финале конкурса Евровидение 2013 Певец занял 10-е место, что стало вторым достижением венгерских исполнителей за всю историю участия страны в конкурсах песни «Евровидения» и лучшим начиная с 1995 года.

## Финал A Dal
Финал национального отборочного конкурса A Dal прошёл 2 марта 2013 года. Участие приняло 8 исполнителей и победителем стал ByeAlex с песней «Kedvesem».
| Номер | Исполнитель                 | Песня                       | Viktor Rakonczai | Csaba Walkó | Magdi Rúzsa | Philip Rákay | Jenő Csiszár | Жюри (Итого) | Телезрители |
| ----- | --------------------------- | --------------------------- | ---------------- | ----------- | ----------- | ------------ | ------------ | ------------ | ----------- |
| 1     | Tamás Vastag                | «Holnaptól»                 | 6                | 4           | 0           | 6            | 6            | 22           |             |
| 2     | Ildikó Keresztes            | «Nem akarok többé játszani» | 4                | 0           | 4           | 0            | 0            | 8            | —           |
| 3     | András Kállay-Saunders      | «My Baby»                   | 8                | 10          | 10          | 8            | 10           | 46           |             |
| 4     | Gigi Radics                 | «Úgy fáj»                   | 10               | 8           | 8           | 10           | 8            | 44           |             |
| 5     | Gergő Rácz                  | «Csak állj mellém»          | 0                | 0           | 0           | 0            | 0            | 0            | —           |
| 6     | Szilvi Agárdi and Dénes Pál | «Szíveddel láss»            | 0                | 0           | 0           | 0            | 0            | 0            | —           |
| 7     | Laura Cserpes               | «Élj pont úgy»              | 0                | 0           | 0           | 4            | 0            | 4            | —           |
| 8     | ByeAlex                     | «Kedvesem»                  | 0                | 6           | 6           | 0            | 4            | 16           | 1.          |

## На конкурсе Евровидение
Венгрия выступала во втором полуфинале, который состоялся 16 мая 2013 года. По итогам голосования представитель Венгрии прошёл в финал конкурса.

### Финал
В финале конкурса 18 мая 2013 представитель Венгрии выступал под 17 номером, сразу после участника из Швеции. По итогам голосования жюри и телезрителей певец набрал 84 балла и занял 10 место.
| 12 баллов | 10 баллов           | 8 баллов      | 7 баллов               | 6 баллов            |
| --------- | ------------------- | ------------- | ---------------------- | ------------------- |
| Германия  | Швейцария Финляндия | Албания       | Нидерланды             | Болгария Сан-Марино |
| 5 баллов  | 4 балла             | 3 балла       | 2 балла                | 1 балл              |
| Литва     | Хорватия Эстония    | Италия Швеция | Греция Норвегия Сербия |                     |